# Ken Armstrong (labdarúgó, 1924)
Kenneth Armstrong (Bradford, 1924. június 3. – 1984. június 13.) angol és új-zélandi labdarúgó-középpályás, edző.
Az angol válogatott tagjaként részt vett az 1954-es labdarúgó-világbajnokságon. Fiai, Ron Armstrong és Brian Armstrong, illetve unokája, Bridgette Armstrong egyaránt szerepeltek az új-zélandi válogatottban.